# Kazimierz Adamski (rzeźbiarz)
Kazimierz Adamski (ur. 1964 w Krakowie) – rzeźbiarz.
Studiował na Wydziale Rzeźby krakowskiej Akademii Sztuk Pięknych w latach 1988–1993.
Twórca rzeźb proroków Starego Testamentu na Zamku w Krasiczynie k. Przemyśla.
Autor projektu medalu "Cracoviae Merenti" oraz statuetki "Mecenas Kultury Krakowa".